# عين الذهب (اهراسن)
عين الذهب هو دُوَّار يقع بجماعة أجدير، إقليم تازة، جهة فاس مكناس في المملكة المغربية. ينتمي الدوّار لمشيخة اهراسن التي تضم 6 دواوير. يقدر عدد سكانه بـ 105 نسمة حسب الإحصاء الرسمي للسكان والسكنى لسنة 2004.

## روابط خارجية
- البوابة الوطنية للجماعات الترابية نسخة محفوظة 12 مارس 2018 على موقع واي باك مشين.
- المندوبية السامية للتخطيط